# Мадранбаба
Мадранбаба (Мадранбава, Мадран-Баба, тур. Madran Dağı, Madranbaba Dağı) — хребет в Турции, восточнее района Чине, юго-западнее района Боздоган и южнее района Енипазар и города Далама в иле Айдын, на левом берегу реки Большой Мендерес, между реками Чинечай (на западе) и Акчай (на востоке). Высочайшая вершина — гора Мадранбаба (Madranbaba, Топчамбава, Topçambaba) высотой 1792 метров над уровнем моря.
На северном склоне берёт начало река Мадран, правый приток Чинечая, на южном склоне — одноимённая река (Гюрлен, Gürlen), правый приток Чинечая.
Является северной частью гор Ментеше. Южнее находится гора Гёк (1892 м), Муглакарлыгы (1857 м), Оюклюдаг (Oyuklu Dağı) и Йиланлыдаг (Yılanlı Dağı, 1615 м).